# 高岡市立中田小学校
高岡市立中田小学校（たかおかしりつ なかだしょうがっこう）は富山県高岡市にある公立小学校。

## 沿革
- 1964年
  - 4月1日 - 旧中田小学校（1873年5月13日に中田町立中田小学校として創校[2]）、旧中田町立般若野小学校（1875年6月に中田小学校から分立した顕功小学校として創校[3]）が統合して発足（旧校は分教場となった）[4]。
  - 4月27日 - 町営プール（長さ25m、幅16m、7コース、最深1.3m、最浅0.8m）が竣工[5]。
- 1965年9月 - 鉄筋コンクリート3階建ての本館が竣工[5]（延床面積3,585.3m2）。これにより1966年4月から正式に中田小学校が新発足[5]。
- 1966年
  - 2月 - 高岡市立中田小学校に改称[5]。
  - 5月 - 体育館竣工[5]（延床面積1階856.0m2、2階938m2）。
  - 8月 - 運動場が自衛隊施設部隊によって整地される[5]。

## 著名な出身者
- 松下武義（実業家）